# Cuatrecasasiella
Cuatrecasasiella là một chi thực vật có hoa trong họ Cúc (Asteraceae).

## Loài
Chi Cuatrecasasiella gồm các loài: